# Estefanídeos
Estefanídeos (Stephanidae) são uma família de vespas parasitoides, única componente da superfamília Stephanoidea. Apresenta representantes por todo o mundo, sendo a maioria das espécies concentradas nas regiões de clima subtropical ou mais moderado. Atualmente, conta com cerca de 350 diferentes espécies viventes distribuídas por 11 gêneros; também conta com quatro gêneros extintos representados por fósseis em compressão ou inclusão em âmbar. Pouco se sabe sobre a biologia destas vespas, sendo que são geralmente escuras, de porte mediano (até 60mm) e de formato bastante afilado. São mais comumente avistadas circundando troncos caídos de árvores, provavelmente em busca de seus hospedeiros.
No Brasil, encontram-se registradas um pouco mais de 30 espécies desta família.

## Biologia
Stephanidae são conhecidos como parasitoides de larvas xilófagas de larvas de besouros, sendo os hospedeiros conhecidos mais comumente das famílias Cerambycidae e Buprestidae, seguidas de Curculionidae; alguns hospedeiros himenópteros (do grupamento "Symphyta") também já foram registrados, a exemplo de algumas espécie de Sirex spp. Ao menos uma espécie, Schlettererius cinctipes, é conhecido como parasitoide de vespas que são pragas florestais, tendo sido introduzido na Tasmânia como um agente de controle desta praga. 

## Morfologia
Stephanidae caracterizam-se principalmente por uma coroa semicircular de projeções na cabeça, logo acima do ocelo mediano. Além desta característica mais marcante, apresentam fendas fracamente marcantes ao longo da base das antenas e estendendo-se para além dos olhos compostos até atrás do crânio -- o que parece ser uma característica típica de himenópteros que completam sua metamorfose dentro de cavidades em madeira. Todos os gêneros de Stephanidae apresentam o pronoto com alguma particularidade de formato, e apresentam as pernas traseiras bastante distintas das demais por apresentarem o fêmur inchado e denteado na parte de baixo, além da tíbia alargada na extremidade. As maiores espécies medem em torno de 35 mm de comprimento, comumente no gênero Megischus. 

## Taxonomia
Stephanidae é atualmente entendida como a família de vespas em Hymenoptera mais basal à subordem Apocrita, significando que são provavelmente os últimos representantes vivos da linhagem de vespas que estvava diretamente na diversificação inicial das demais famílias em Apocrita. A família é pouco estudada, precisando de uma revisão aprofundada, visto que quase todas espécies descritas (ou seja, perto de 95% destas) foram caracterizadas a partir de um único espécime coletado. 
Historicamente, o primeiro espécie desta família foi descrito em 1788 por Zschat como “Icneumon ns 193", em 1798 por Fabricius como Ichneumon serrator por Fabricius (1798), que eventualmente em 1804 realocou a espécie para o gênero Bracon, mas que logo em seguida em 1807 foi colocado por Junne em seu próprio o gênero: Stephanus. Tudo com base no mesmo exemplar coletado. O nome Stephanus faz alusão aos 5 proeminentes tubérculos observados na área coronal deste exemplar (do grego arecpotvoç, coroa), Desta feita, até o início do século 19, todas linhagens de Stephanidae eram agrupadas dentro das famílias de vespas parasitoides da superfamília Ichneumonoidea, por conta da semelhança superficial com alguns representantes daqueles grupos. A família Stephanidae foi "fundada" taxonomicamente por William Elford Leach em 1815 numa edição da Edinburgh Encyclopædia,  posteriormente batizada como tal por Alexander Henry Haliday em 1839 em Hymenoptera Britannica. Há algumas décadas, foram alocadas como representantes de sua própria superfamília Stephanoidea, criada por P.L.G. Benoit, juntamente com outra família chamada de "Stenophasmidae"; esta última foi eventualmente transferida para dentro de Braconidae e sinonimizada. Também muitas espécies de Braconidae eram consideradas como Stephanidae, até ainda meados do século XX. 
Vale notar que alguns autores consideram Stephanidae conjunta com Megalyridae dentro da superfamília Megalyroidea, baseando-se na estrutura da cabeça e da perna posterior.
A maioria dos fósseis de Stephanidae datam do perído Terciário, e as espécies consideradas mais antigas são Kronostephanus zigrasi, Lagenostephanus lii e Phoriostephanus exilis do final do Cretáceo (Cenomaniano), de âmbar de Burma. Baseado no registro fóssil da família, foi estimado que esta tenha se originado durante o final do Jurássico ou início do Cretáceo.
Em resumo, a despeito de sua instabilidade taxonômica particular refletida na magnitude de seu potencial científico (como linhagem irmã do maior grupo de himenópteros), os Stephanidae têm sido objeto de relativamente poucos estudos (a maioria superficial ou fragmentários), e agora urgem estudos mais aprofundados, antes que sejam profundamente depauperados pela destruição dos habitats selvagens.